# Zacht teken
Het zachte teken (Ь, ь) (Russisch: мягкий знак; mjagki znak, Oekraïens: м’який знак; mjaky znak, Wit-Russisch: мяккі знак; mjakki znak, Bulgaars: ер малек, er malek, "kleine jer") is een letter uit het cyrillische alfabet. De letter heeft geen eigen klankwaarde en heeft als voornaamste functie het aanduiden van verzachting of palatalisatie van de voorgaande medeklinker.
De Oudkerkslavische naam van de ь is Jeri (Ѥрь).
Het zachte teken wordt in het Russisch ook gebruikt als scheidingsteken tussen een medeklinker en een /j/. De klinkertekens е, ё, ю en я kunnen namelijk zowel de combinatie "j+klinker" vertegenwoordigen als aangeven dat de voorgaande medeklinker gepalataliseerd is, hieronder weergegeven met een apostrof:
- яма = j-a-m-a
- тяга = t'-a-g-a

maar:
- статья = s-t-a-t'-j-a

In een beperkt aantal gevallen wordt deze functie door het harde teken vervuld. In het Oekraïens en het Wit-Russisch wordt in deze gevallen een apostrof gebruikt.